# I banditi di Poker Flat
I banditi di Poker Flat (The Outcasts of Poker Flat) è un film del 1952 diretto da Joseph M. Newman.
È un western statunitense con Anne Baxter, Dale Robertson, Miriam Hopkins e Cameron Mitchell. È basato sul racconto The Outcasts of Poker Flat di Bret Harte pubblicato per la prima volta nel 1869 sul The Overland Monthly.

## Produzione
Il film, diretto da Joseph M. Newman su una sceneggiatura di Edmund H. North e un soggetto di Bret Harte, fu prodotto da Julian Blaustein per la Twentieth Century Fox e girato nei 20th Century Fox Studios a Century City, Los Angeles, California, dal 2 novembre al 12 dicembre 1951 e, per alcune scene aggiuntive, dal 20 dicembre 1951.

## Distribuzione
Il film fu distribuito con il titolo The Outcasts of Poker Flat negli Stati Uniti nel maggio 1952 al cinema dalla Twentieth Century Fox.
Altre distribuzioni:
- in Svezia il 3 novembre 1952 (Hasardspelaren)
- in Germania Ovest il 3 novembre 1952 (Die Frau des Banditen)
- nelle Filippine l'11 novembre 1952
- in Portogallo il 25 novembre 1952 (Indesejáveis)
- in Austria nel marzo del 1953 (Die Frau des Banditen)
- in Danimarca il 6 marzo 1953 (De forviste)
- in Brasile (Párias do Vicio)
- in Cile (Parias del vicio)
- in Finlandia (Autiomajan salaisuus)
- in Francia (Les bannis de la sierra)
- in Grecia (I spilia tis anomias)
- in Italia (I banditi di Poker Flat)